# Schuyler Wheeler
Schuyler Skaats Wheeler  (Nueva York, 17 de mayo de 1860-Manhattan, 20 de abril de 1923) fue un ingeniero estadounidense, inventor del ventilador eléctrico, entre otros. Fue gerente del American Institute of Electrical Engineers (AIEE), de 1887 a 1904, y presidente 1905-6.